# Malik Fitts
Pour les articles homonymes, voir Fitts.
Malik Jahmal Fitts, né le 4 juillet 1997 à Lynwood en Californie, est un joueur américain de basket-ball évoluant au poste d'ailier fort et mesurant 1,96 m.

## Biographie

### Université
Fitts a commencé sa carrière universitaire en Floride du Sud. Il a eu beaucoup de temps de jeu en première année, jouant 27 matchs, dont 18 en tant que titulaire, tout en moyennant 7,4 points et 4,6 rebonds par match. À l'issue de sa première saison, Fitts annonce qu’il quittait son université.
Fitts est alors transféré à l'Université Saint-Mary de Californie, mais doit se passer des terrains pendant une saison complète en raison des règles de transfert en NCAA. Il est devenu un titulaire pour les Gaels la saison suivante, avec une moyenne de 15,2 points et de 7,6 rebonds par match et est nommé dans la Second-team All-WCC (West Coast Conference). À l'issue de sa seconde saison pour l'université de Californie, Fitts est nommé à la First-team All-WCC. Au niveau statistique, Fitts obtient en moyenne 16,5 points et 7,1 rebonds par match. Après cette saison, Fitts annonce qu’il se présente à la draft 2020 de la NBA, signant avec un agent, renonçant à sa dernière saison d’admissibilité.

### Clippers d'Agua Caliente (2021)
Lors de la draft 2020, il n'est pas sélectionné. Il signe un contrat pour le camp d'entraînement avec les Clippers de Los Angeles mais est libéré après deux apparitions dans des matchs de pré-saison. Le 4 février 2021, il signe un contrat avec les Clippers d'Agua Caliente, faisant 14 apparitions en NBA Gatorade League et enregistrant 11,1 points, 4,0 rebonds et 1,4 passes décisives par match.

### Clippers de Los Angeles (2021)
Le 9 avril 2021, il signe un contrat de 10 jours en faveur des Clippers de Los Angeles.

### Jazz de l'Utah (2021-2022)
Il signe en septembre 2021, un contrat pour le camp d'entraînement avec le Jazz de l'Utah, qui sera converti en contrat two-way pour la saison à venir. Il passe beaucoup de temps avec les Stars de Salt Lake City, en NBA Gatorade League, mais fait quelques apparitions avec l'équipe du Jazz en NBA. Il est coupé le 13 janvier 2022.

### Celtics de Boston (2022)
Fin février 2022, il signe pour 10 jours en faveur des Celtics de Boston. Le 16 mars 2022, il signe jusqu'à la fin de la saison avec les Celtics de Boston. Il atteint, avec l'équipe des Celtics, les Finales NBA 2022 mais s'incline face aux Warriors de Golden State.
Début juillet 2022, dans le cadre du transfert de Malcolm Brogdon aux Celtics, il fait le chemin inverse et rejoint les Pacers de l'Indiana, mais peu après, Fitts est libéré par les Pacers.

### Clippers d'Ontario (2022-2023)
Le 24 octobre 2022, Fitts rejoint les Clippers d'Ontario pour son camp d'entraînement.

### SIG Strasbourg (depuis 2024)
Fin juillet 2024, il rejoint la SIG Strasbourg dans le championnat de France.

## Statistiques

### Universitaires
| Saison    | Équipe        | Matchs   | Titul.   | Min./m   | % Tir    | % 3pts   | % LF     | Rbds/m.  | Pass/m.  | Int/m.   | Ctr/m.   | Pts/m.   |
| --------- | ------------- | -------- | -------- | -------- | -------- | -------- | -------- | -------- | -------- | -------- | -------- | -------- |
| 2016-2017 | South Florida | 27       | 18       | 24,4     | 39,5     | 33,8     | 53,8     | 4,60     | 1,10     | 0,70     | 0,40     | 7,40     |
| 2017-2018 | Saint Mary    | Redshirt | Redshirt | Redshirt | Redshirt | Redshirt | Redshirt | Redshirt | Redshirt | Redshirt | Redshirt | Redshirt |
| 2018-2019 | Saint Mary    | 34       | 33       | 30,7     | 47,5     | 40,6     | 77,0     | 7,60     | 0,90     | 1,10     | 0,20     | 15,20    |
| 2019-2020 | Saint Mary    | 34       | 34       | 34,2     | 47,2     | 40,8     | 79,9     | 7,10     | 1,20     | 1,40     | 0,40     | 16,50    |
| Carrière  | Carrière      | 95       | 85       | 30,2     | 45,8     | 39,2     | 74,5     | 6,50     | 1,10     | 1,10     | 0,30     | 13,50    |

### Professionnelles

#### Saison régulière
| Saison    | Équipe        | Matchs | Titul. | Min./m | % Tir | % 3pts | % LF | Rbds/m. | Pass/m. | Int/m. | Ctr/m. | Pts/m. |
| --------- | ------------- | ------ | ------ | ------ | ----- | ------ | ---- | ------- | ------- | ------ | ------ | ------ |
| 2020-2021 | L.A. Clippers | 3      | 0      | 3,6    | 33,3  | 50,0   | –    | 1,0     | 0,00    | 0,00   | 0,00   | 1,00   |
| 2021-2022 | Utah          | 7      | 0      | 5,0    | 22,2  | 50,0   | –    | 1,43    | 0,00    | 0,00   | 0,00   | 0,86   |
| 2021-2022 | Boston        | 8      | 0      | 3,7    | 60,0  | 50,0   | –    | 0,88    | 0,62    | 0,00   | 0,00   | 1,88   |
| Carrière  | Carrière      | 18     | 0      | 4,1    | 40,9  | 50,0   | –    | 1,11    | 0,28    | 0,00   | 0,00   | 1,33   |

#### Playoffs
| Saison   | Équipe   | Matchs | Titul. | Min./m | % Tir | % 3pts | % LF | Rbds/m. | Pass/m. | Int/m. | Ctr/m. | Pts/m. |
| -------- | -------- | ------ | ------ | ------ | ----- | ------ | ---- | ------- | ------- | ------ | ------ | ------ |
| 2022     | Boston   | 9      | 0      | 1,8    | 75,0  | 100    | –    | 1,0     | 0,22    | 0,00   | 0,00   | 0,89   |
| Carrière | Carrière | 9      | 0      | 1,8    | 75,0  | 100    | –    | 1,0     | 0,22    | 0,00   | 0,00   | 0,89   |